# Куровщизна
Куровщизна (пол. Kurowszczyzna) — село в Польщі, у гміні Сокулка Сокульського повіту Підляського воєводства.
Населення — 213 осіб (2011).
У 1975-1998 роках село належало до Білостоцького воєводства.

## Демографія
Демографічна структура станом на 31 березня 2011 року:
|          | Загалом | Допрацездатний вік | Працездатний вік | Постпрацездатний вік |
| -------- | ------- | ------------------ | ---------------- | -------------------- |
| Чоловіки | 106     | 27                 | 66               | 13                   |
| Жінки    | 107     | 16                 | 61               | 30                   |
| Разом    | 213     | 43                 | 127              | 43                   |